# Фортун I (король Наварри)
Фортун I Одноокий (*Orti Gartzez el Tuerto, між 820 і 830 — між 906 та 925) — король Памплони (Наваррського королівства) (870—905). Останній представник династії Інігес. Мав інше прізвисько «Чернець».

## Біографія
Син Гарсії I Інігеса, короля Памплони, та Урраки Хіменес. Точна дата народження невідома, називають такі роки: 820, 825, 830. Про молоді роки Фортуна замало відомостей. У 845 році одружився з донькою Муси ібн Муси ібн-Касі, впливового валі (намісника) Сарагоси.
Разом із своїм батьком брав участь у боротьбі проти Кордовського емірату (в союзі з королівством Астурія і мусульманською державою роду Бану-Касі). У 860 році війська емірату вдерлися до королівства Памлона, захопивши Фортуна та його доньку Онеку. Після цього їх як заручників було відправлено до Кордови — двору еміра Мухаммада I. Тут він провів 20 років. В цей час у 870 році помер його батько, а королем оголошено родича Гарсію Хіменеса (при номінальному співволодарювані з Фортуном).

## Правління
Повернувшись до Наварри в 880 році (за іншими відомостями 882), його було визнано королем і співправителем Гарсії II Хіменеса. Після загибелі останнього він якийсь час правил разом з його старшим сином Ініго, а потім одноосібно.
У ті роки емір Кордови і правителі Бану Касі змогли врегулювати наявні протиріччя і знову об'єдналися проти християн. Спільно вони завдали Фортуну I кілька поразок. Внаслідок цього останній фактично визнав зверхність емірату і Бану-Касі. Це викликало невдоволення наваррської знаті.
У 905 році проти Фортуна I було утворено союз, що включав ібн-мухаммеда Бану-Касі, короля Астурії Альфонсо III, Рамона II, графа Пальяра, Галіндо II, графа Арагону, Санчо, сина Гарсії II Хіменеса. Зрештою короля Памплони було повалено і відправлено до монастир Лейра, де мешкав до самої смерті. Дата смерті Фортуна I невідома, існують різні версії — 906, 922, 925 роки. На троні Памплони (Наварри) затвердилася династія Хіменес.

## Родина
Дружина — Аурея (Орія), донька Муси ібн-Муси ібн-Касі, валі Сарагоси.
Діти:
- Ініго (д/н — бл. 905)
- Аснар (д/н)
- Бласко (д/н)
- Лопе (д/н)
- Онека (бл. 847 — д/н), дружина Абдуллаха ібн-Мухаммада ібн-Умаві, еміра Кордови